# Sulawesiwaldpfeifer
Der Sulawesiwaldpfeifer (Hylocitrea bonensis), früher  Olivflanken-Dickkopf genannt, ist ein kleiner Singvogel, der auf der indonesischen Insel Sulawesi endemisch vorkommt.

## Merkmale
Die kleine Vogelart hat einen olivfarbenen bis braunen Rücken, gelblich-olive Körperseiten und Kehle und Brust sind grau. Die Flügel sind auf der Oberseite olivfarbenen bis braun, auf der Unterseite gelblich-olivfarben. Das Männchen ist ein klein wenig auffälliger gefärbt als das Weibchen. Die Flügel des Sulawesiwaldpfeifers sind abgerundet, der Schwanz ist mittellang und quadratisch. Der Kopf ist mittelgroß, der Hals ist kurz und dick. Der Schnabel ist gerade. An der Spitze der oberen Schnabelhälfte befindet sich ein kleiner, leicht nach unten gebogener Haken. Die Beine sind kurz, die Füße sind klein. Sulawesiwaldpfeifer nehmen sitzend eine relativ aufrechte Position ein.

## Lebensraum, Lebensweise und Gefährdung
Der Sulawesiwaldpfeifer lebt auf Sulawesi in abgelegenen Bergwäldern in Höhen von 1200 bis 3500 Metern, meist oberhalb von 2000 Metern. Er ernährt sich von Beeren und von Insekten. Genaueres ist nicht bekannt. Auch die Brutbiologie ist bisher unbekannt. Das Nest wurde noch nicht beschrieben.
Die Internationale Union zur Bewahrung der Natur schätzt den Bestand der Art als ungefährdet ein.

## Systematik
Der Sulawesiwaldpfeifer wurde im Jahr 1894 durch den deutschen Naturwissenschaftler Adolf Bernhard Meyer und den britischen Ornithologen Lionel William Wiglesworth unter der wissenschaftlichen Bezeichnung Pachycephala bonensis erstmals wissenschaftlich beschrieben. Im Jahr 1925 führte der australische Ornithologe Gregory Mathews für die Art die Gattung Hylocitrea ein, die seitdem monotypisch geblieben ist. Die Vogelart wurde in der Vergangenheit den Dickköpfen (Pachycephalidae) zugeordnet, da sie diesen Vögeln äußerlich ähneln und in der indomalayischen Region mit zahlreichen Arten vertreten sind. Zeitweise wurde die Art auch in die Familien der Fliegenschnäpper (Muscicapidae) oder der Rabenvögel (Corvidae) gestellt.
Bei Vergleichen der Kern-DNA und der mitochondrialen DNA verschiedener Vogelfamilien stellten der Ornithologe Garth M. Spellman und seine Mitarbeiter eine Verwandtschaft von Hylocitrea bonensis mit den Seidenschwänzen (Bombycilla, Bombycillidae), dem Palmschwätzer (Dulus dominicus), den Seidenwürgern (Hypocoliidae) und den Seidenschnäppern (Ptiliogonatidae) fest. Der Sulawesiwaldpfeifer wurde daraufhin zusammen mit diesen Taxa als Art mit unsicherer Zuordnung (incertae sedis) in die Überfamilie Bombycilloidea gestellt. Der dänische Zoologe Jon Fjeldså und seine Kollegen führten im Jahr 2015 die monotypische Familie Hylocitreidae mit dem Sulawesiwaldpfeifer als einziger Art ein, da sich der Sulawesiwaldpfeifer schon vor langer Zeit (wahrscheinlich vor etwa 30 Millionen Jahren) von der evolutionären Linie, die zu den anderen Taxa der Überfamilie führte, getrennt hat.

## Belege
1. 1 2  
David W. Winkler, Shawn M. Billerman, Irby J. Lovette: Bird Families of the World: A Guide to the Spectacular Diversity of Birds. Lynx Edicions (2015), ISBN 978-84-941892-0-3. Seite 491.
2. ↑  Hylocitrea bonensis in der Roten Liste gefährdeter Arten der IUCN 2016. Eingestellt von: BirdLife International, 2016. Abgerufen am 2020-11-1.
3. ↑  
Garth M. Spellman, Alice Cibois, Robert G. Moyle, Kevin Winker und F. Keith Barker (2008). Clarifying the systematics of an enigmatic avian lineage: What is a bombycillid ? Molecular Phylogenetics and Evolution. 49 (3): 691–1044. doi:10.1016/j.ympev.2008.09.006
4. ↑  
Fjeldså J, Ericson PGP, Johansson U & Zuccon D 2015: Tree new bird family names. Seite 33–34 in: Winkler DW, Billerman SM & Lovette IJ 2015: Bird Families of the World. An Invitation to the Spectacular Diversity of Birds. Lynx Edicions, Barcelona.